# جيم يورك
جيم يورك (بالإنجليزية: Jim York)‏ هو لاعب كرة قاعدة أمريكي، ولد في 27 أغسطس 1947 في مايووود في الولايات المتحدة.

## وصلات خارجية
- جيم يورك على موقعبيزبول رفرنس.كوم (الدوري الرئيسي) (الإنجليزية)
- جيم يورك على موقعبيزبول رفرنس.كوم (الدوري الثانوي) (الإنجليزية)